# Fully Automatic Installation
Fully Automated Installation, spesso abbreviato in FAI, è un insieme di script Shell e Perl che automatizzano il processo di installazione e configurazione di una distribuzione Linux completa. FAI è noto anche per essere il primo sistema di distribuzione automatizzato per Debian.
Inizialmente nato per offrire l'installazione automatizzata di Debian e Ubuntu ha aggiunto il supporto anche per altre distribuzioni Linux tra cui CentOS, Rocky Linux e SUSE Linux. In passato era supportata anche Scientific Linux.
L'installazione predefinita avviene via rete ma è possibile creare un'immagine ISO di installazione per l'avvio da CD o chiavetta USB.
Per gli utenti meno esperti esiste un servizio chiamato FAI.me che mette a disposizione FAI via web. FAI.me consente la creazione di immagini di installazione personalizzate senza dover installare e configurare un proprio server FAI. Questo servizio è utile anche per la creazione di immagini cloud e immagini live
Questo servizio supporta Debian e Ubuntu ed è utilizzato dal team cloud di Debian per creare le proprie immagini cloud ufficiali.
Esistono alternative simili per altre distribuzioni tra cui Red Hat Linux (Kickstart), SuSE ( YaST e alice), Solaris (JumpStart) e altri.